# Fidó d'Argos
Fidó (en grec antic: Φείδων, llatí: Pheidon) va ser un rei d'Argos de començament del segle vii aC. Era del llinatge dels heraclides, i reclamava ser descendent de desena generació de Temen.
Segons Aristòtil, va anar més enllà dels seus poders legítims com a rei i va instaurar un poder despòtic convertint-se en un verdader tirà; de fet podria ser el primer a qui es va assignar aquest qualificatiu. Va estendre el seu poder cap a les ciutats de Cleones, Fliünt, Sició, Epidaure, Trezè i Egina, i hi va establir una confederació, recuperant el que se'n deia «el lot de Temen» (τὴν λῆξιν ὅλην τὴν Τημένου): el conjunt de l'Argòlida. Sembla que també va atacar Corint i va tenir-la sota la seva jurisdicció.
No va quedar prou satisfet de les seves conquestes, i, amb la intenció d'assegurar el seu poder, va fer una lleva de mil corintis entre els seus ciutadans més guerrers, amb el propòsit d'eliminar-los, però Habró, un dels amics de Fidó, va avisar el comandant de les forces de Corint del perill que corrien, i es va desbaratar la jugada. També va aconseguir, reivindicant la seva descendència d'Hèracles, privar Elis de l'organització dels Jocs Olímpics, a petició dels ciutadans de Pisa, rival d'Elis.
Una altra de les coses memorables s'atribueixen a Fidó va ser introduir monedes de coure i plata, i un nou sistema de mesures que va ser el més usat al Peloponnès i a quasi tota Grècia.